# Électromyographie

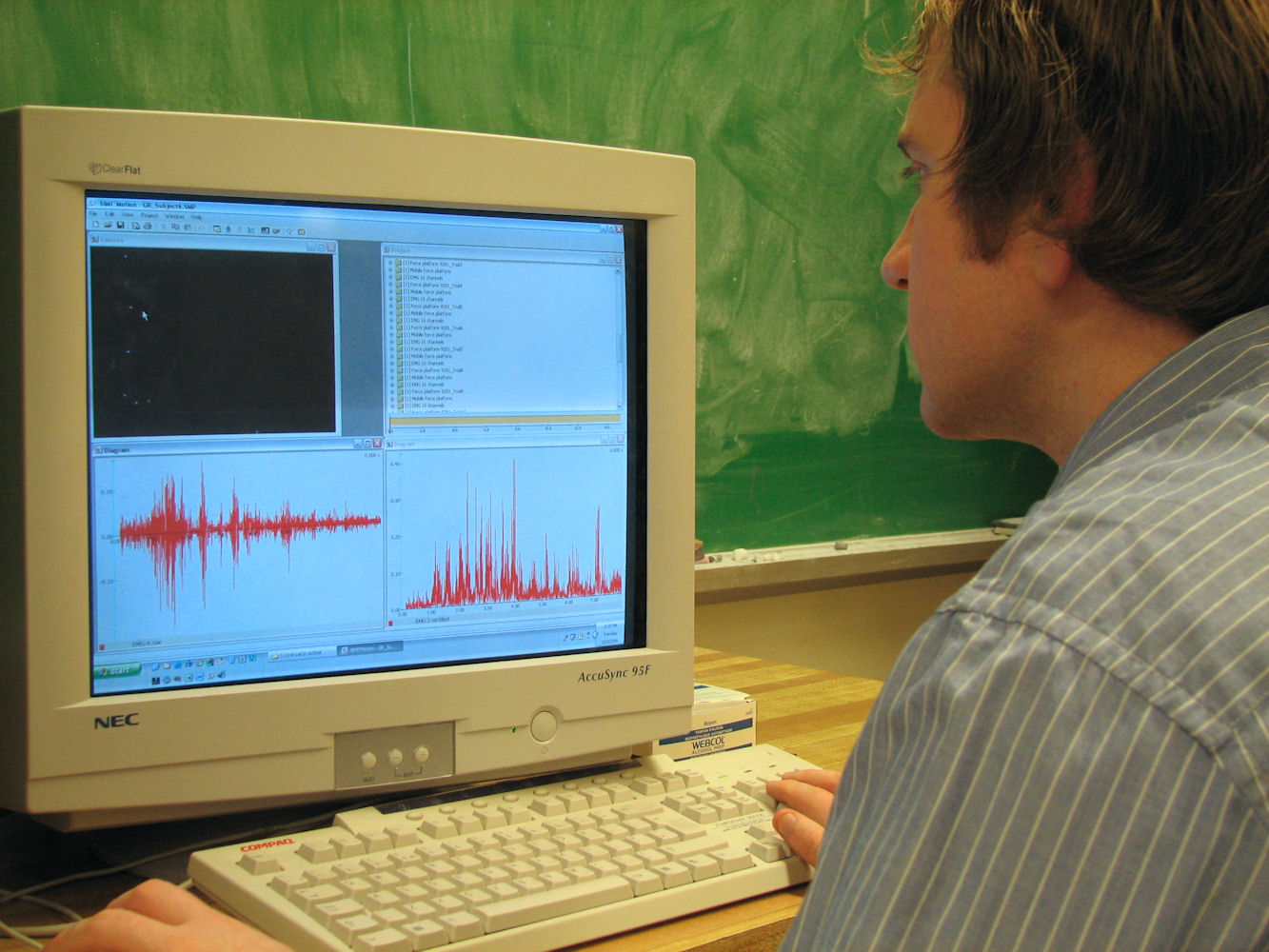
Electromyographie

 (février 2015).
Si vous disposez d'ouvrages ou d'articles de référence ou si vous connaissez des sites web de qualité traitant du thème abordé ici, merci de compléter l'article en donnant les références utiles à sa vérifiabilité et en les liant à la section « Notes et références ».
Pour les articles homonymes, voir EMG.
L'électromyographie (EMG) est une technique médicale qui permet d'étudier la fonction des nerfs et des muscles = le système nerveux périphérique, les muscles et la jonction neuromusculaire, et donc de compléter certains diagnostics neurologiques. L’électroneuromyographie (ENMG) combine électromyographie et électroneurographie (en) avec deux examens paracliniques distincts : l'électroneurographie motrice (EMG) et l'électroneurographie sensitive. 

## Étymologie
Du grec ancien ἤλεκτρον / élektrôn,  μύος / muos, « muscle » et γραφειν / graphein, « écrire ».

## Principe général
Pour cela, on étudie les potentiels émis par le muscle lors de sa contraction volontaire. 
L'électrodiagnostic est une méthode de diagnostic utilisant des courants électriques. Il donne un accès à tous les troncs nerveux et tous les muscles assez superficiels. Le protocole d'examen inclut le choix des différents territoires à explorer et des différentes techniques à appliquer. Il dépend du tableau clinique. Il s'agit de l'ensemble des états pathologiques qui caractérisent une maladie. L'électromyographie répond à des questions qui découlent de ce tableau clinique. Ces questions doivent être correctement précisées par le clinicien. L'électromyographiste réalise ensuite son examen en choisissant correctement territoires et techniques.
Lors d'une contraction faible, on observe quelques potentiels d'unités motrices battant à basse fréquence. Lors d'une contraction plus forte, on observe un phénomène  de « recrutement » temporel et spatial. Cela correspond à un plus grand nombre d'unités motrices activées. Plus l'effort est important, plus ces dernières battent à une fréquence élevée.
Cette analyse est suivie sur un écran, et imprimée. Elle est complétée par une analyse à l’oreille des potentiels musculaires
On y associe l'étude des vitesses de conduction nerveuses (VCN) motrices et sensitives. Les valeurs normales des VCN sont de 50 m/s environ.
En cas d'atteinte d'origine nerveuse, on observe une accélération sur le tracé de repos. Les VCN sont  fortement abaissées dans les atteintes des axones. Elles le sont moins lorsqu'on atteint les racines des nerfs. En cas d'atteinte musculaire telles qu'une inflammation (myosite) ou une dégénérescence (myopathie), le tracé de repos reste normal. Mais, lors de la contraction le tracé s'enrichit de manière trop rapide. Les potentiels électriques sont de petite taille et constitués de plusieurs phases.

## Précautions
L'interprétation d'un EMG nécessite une bonne habitude du médecin neurologue, rhumatologue ou de médecine physique et de réadaptation (MPR), une coopération du malade et des renseignements cliniques suffisants. Il n'y a ni contre-indication, ni surveillance particulière après l'examen. L'examen est expliqué au patient.

## Indications
- Distinguer une atteinte neurogène périphérique d'une atteinte primitivement myogène
- Différencier une atteinte tronculaire d'une atteinte radiculaire par l'étude des VCN.
- Préciser la diffusion et la topographie d'une atteinte périphérique, d'en surveiller l'évolution.
- Diagnostic de myasthénie (recherche de bloc neuro-musculaire)
- L'examen a un intérêt pronostique par sa répétabilité pour suivre, par exemple, l'évolution d'un syndrome de Guillain-Barré ou d'un syndrome du canal carpien

## Aspects techniques
La mesure de la vitesse de conduction nerveuse motrice (VCNM) consiste à stimuler un tronc nerveux (médian, ulnaire, nerf péronier, par exemple) à l'aide d'un choc électrique bref. Parallèlement, on recueille  la réponse d'un muscle distal faisant partie du territoire moteur du nerf stimulé. Le nerf est stimulé en deux points de son trajet. La réponse du site de stimulation proximal est recueillie après celle du distale. Ce temps de latence entre les deux réponses correspond au temps de conduction sur le tronc nerveux entre les deux points de stimulation. La longueur du nerf entre les deux points de stimulation est mesurée directement sur la peau. Le rapport de cette distance au temps de conduction représente la vitesse de conduction nerveuse motrice.
La gaine de myéline permet la rapidité de  la conduction nerveuse. Il s'agit d'une gaine isolante, constituée par les cellules de Schwann. Elle entoure les axones.
Le déplacement de l'influx nerveux se fait de manière saltatoire entre les nœuds de Ranvier. Ce sont des espaces entre les cellules de Schwann. Le flux sera d'autant plus rapide que les cellules seront grandes. Ainsi, la distance entre deux nœuds sera plus grande. La diminution de la vitesse de conduction  traduit un trouble de la fonction myélinique le long des fibres nerveuses motrices.
La VCNM varie selon les nerfs. Parallèlement à la myélinisation progressive des nerfs, elle augmente avec l'âge. Elle est mature entre 3 et 5 ans. Elle est de 20 à 25 m/s  chez le nouveau-né de 50 m/s  chez l'adulte.
La latence de la réponse au point de stimulation distale est variable selon l'âge et le nerf exploré. C'est un indice important de la conduction distale.
La mesure de la vitesse de conduction nerveuse sensitive (VCNS). On stimule la peau entre deux électrodes circulaires placées autour des doigts. On recueille ensuite les réponses distale et proximale sur le nerf correspondant à la zone cutanée stimulée. La VCNS est le rapport de la distance entre les deux points de recueil et du temps de conduction entre ces deux points.
Voir cette vidéo.

## Définition / technique

### Définition et principe
L’EMG de détection permet d'étudier l’activité électrique des muscles. On réalise l'étude au repos et lors d'une contraction. L'activité est recueillie par des électrodes aiguilles insérées au repos dans un muscle.

### Objectifs
- Détecter les atteintes nerveuses périphériques (nerfs, racines, moelle) et les atteintes du muscles (myopathies…)
- Évaluer la gravité, l’étendue des lésions et l’évolution d’une atteinte nerveuse ou musculaire.
- Outil d'aide en chirurgie. Il aide au choix de certaines indications chirurgicales, de leur moment (neurolyse, greffe nerveuse, transposition musculaire, correction orthopédique…).

### Indications
- Plaies et traumatisme nerveux
- Atteintes du plexus brachial
- Compressions nerveuses
- Polyneuropathies

### Déroulement de l'examen
Le patient est assis, les jambes à l’horizontale. Une fine aiguille est introduite dans le(s) muscle(s) à explorer. Pour un examen au repos, le patient doit être au repos total, décontracté. Pour un examen après stimulation, on lui demande de réaliser une contraction du muscle, d'intensité croissante. En fonction de la nature de la lésion, le nombre de muscles étudiés est plus ou moins important. Il peut y en avoir de 1 à 10. La durée de l’examen dépend du nombre de muscles explorés au repos et/ou après stimulation. Le plus souvent, il dure de 30 minutes à une heure environ.

### Risques et contraintes
On ne peut pas réaliser cet examen chez une personne ayant des troubles de la coagulation sévère. Il en est de même pour une personne sous traitement anticoagulant. Cet examen nécessite l'introduction d'une aiguille. On peut donc ressentir une piqure. Les aiguilles sont stériles et jetables et les infections sont rares. Il faut signaler une éventuelle allergie au sparadrap. Lors d'un examen après stimulation, on peut ressentir des picotements. Mais il s'agit plus d'une sensation désagréable que d'une véritable douleur. Il arrive parfois qu'un bleu apparaisse au point de piqure.

### Électromyographie de surface

#### Définition
L’électromyographie de surface (EMG de surface) est l’une des méthodes non invasives qui permettent d’analyser le système neuromusculaire (lien). Il est dit de surface car les électrodes qui recueillent le signal sont placées directement sur la peau au regard du muscle à étudier. Cet examen consiste à enregistrer l'activité électrique des muscles (lien) et des nerfs (lien). Les nerfs sont stimulés par des impulsions électriques, à différentes intensités. Ces stimulations font apparaitre des réactions musculaires. Les réponses enregistrées par les électrodes sont ensuite visualisées sur un écran vidéo. 

#### Indications
- L'EMG est indiqué dans les atteintes nerveuses périphériques, et les atteintes des muscles.
- Les indications les plus courantes sont :
  - neuropathies ;
  - plaies et traumatisme nerveux telles que souffrances du plexus brachial ;
  - compressions nerveuses (syndromes canalaires) ;
  - recherche de maladie musculaire ou de myasthénie.

#### Déroulement de l’examen
Le patient est en position assise, les membres inférieurs à l’horizontale comme pour un EMG invasif. À la demande du médecin, le patient relâche ou contracte le muscle examiné pour qu'il observe les variations de l'enregistrement sur l'écran. Des impulsions sont alors envoyées par le médecin, des impulsions de durées brèves. L'ensemble de l'examen dure environ une demi-heure ou parfois plus. 

#### Contre indications
L'EMG de surface n’a aucune contre-indication. Cependant des allergies à l’adhésif peuvent exister, ceci doit alors être mentionné par le patient.